# Teranyina (lepidòpter)
La teranyina (Araschnia levana) és una espècie de lepidòpter papilionoïdeu de la família dels nimfàlids (Nymphalidae) present als Països Catalans. Aquesta espècie es caracteritza pel seu marcat dimorfisme estacional: els adults de la primera generació (primavera) presenten coloracions taronja (forma levana), mentre que els de la segona generació (estiu) tenen coloracions negres (forma prorsa).

## Descripció

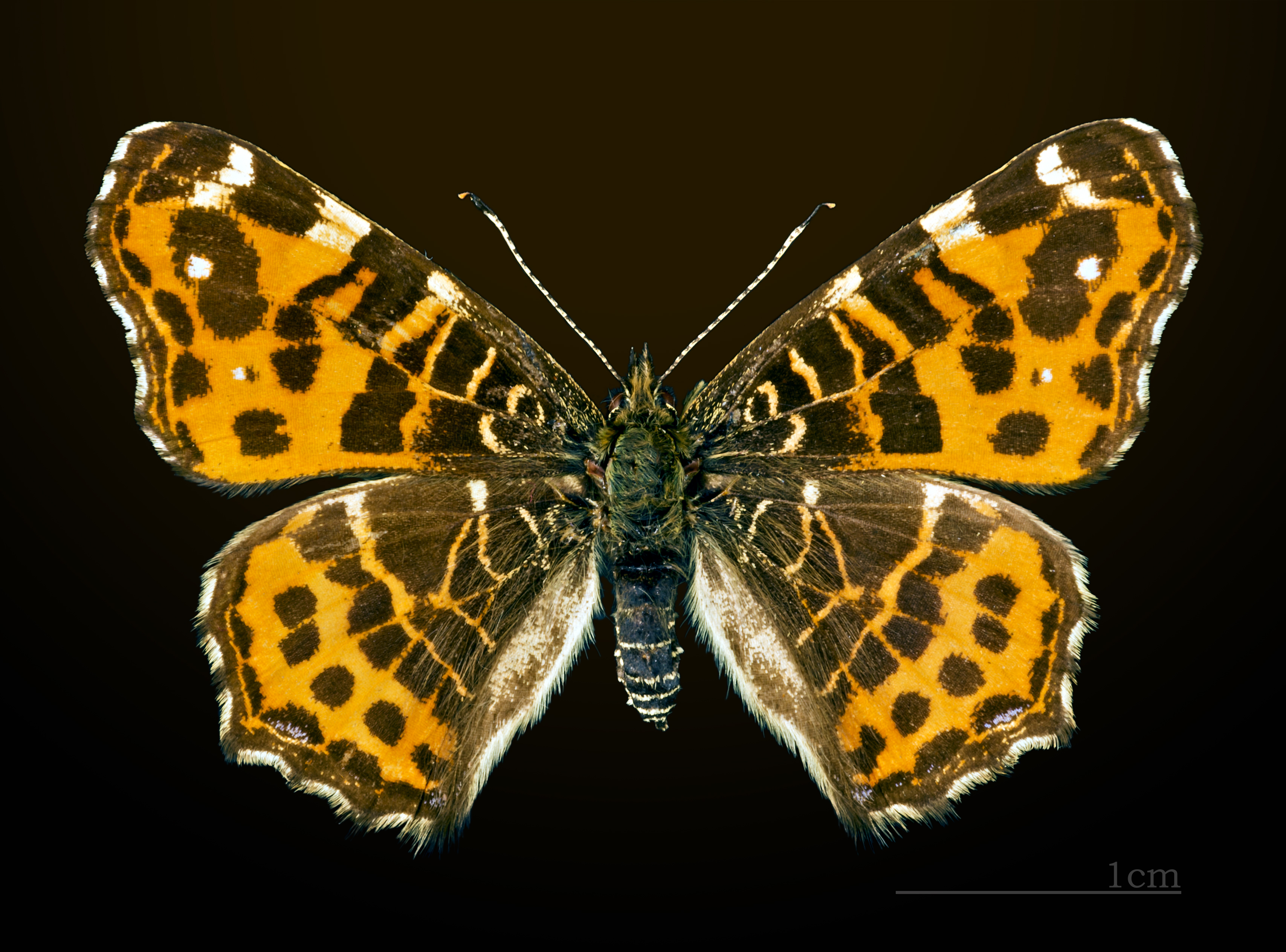
Araschnia levana f.  levana
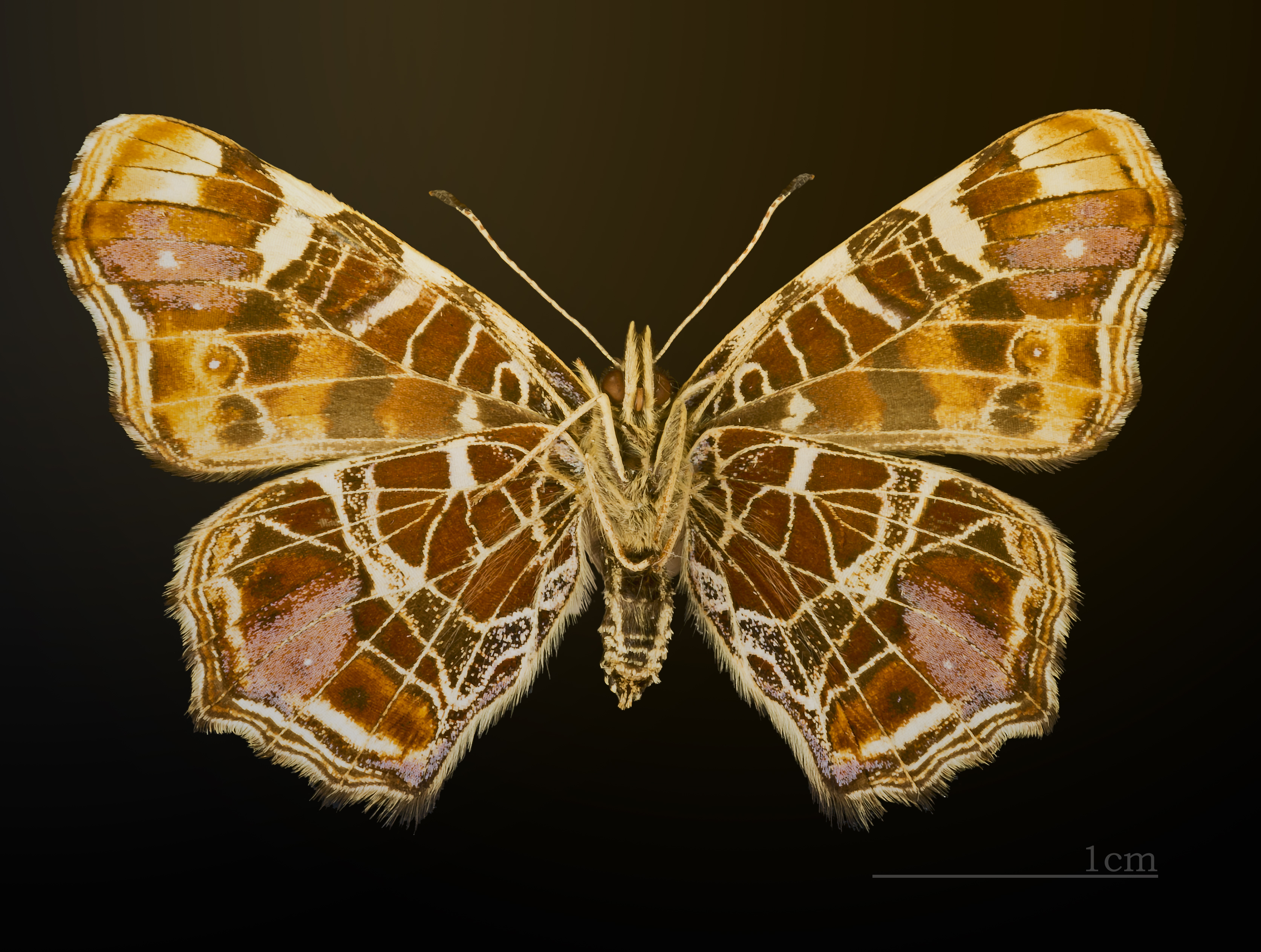
Araschnia levana f.  levana △
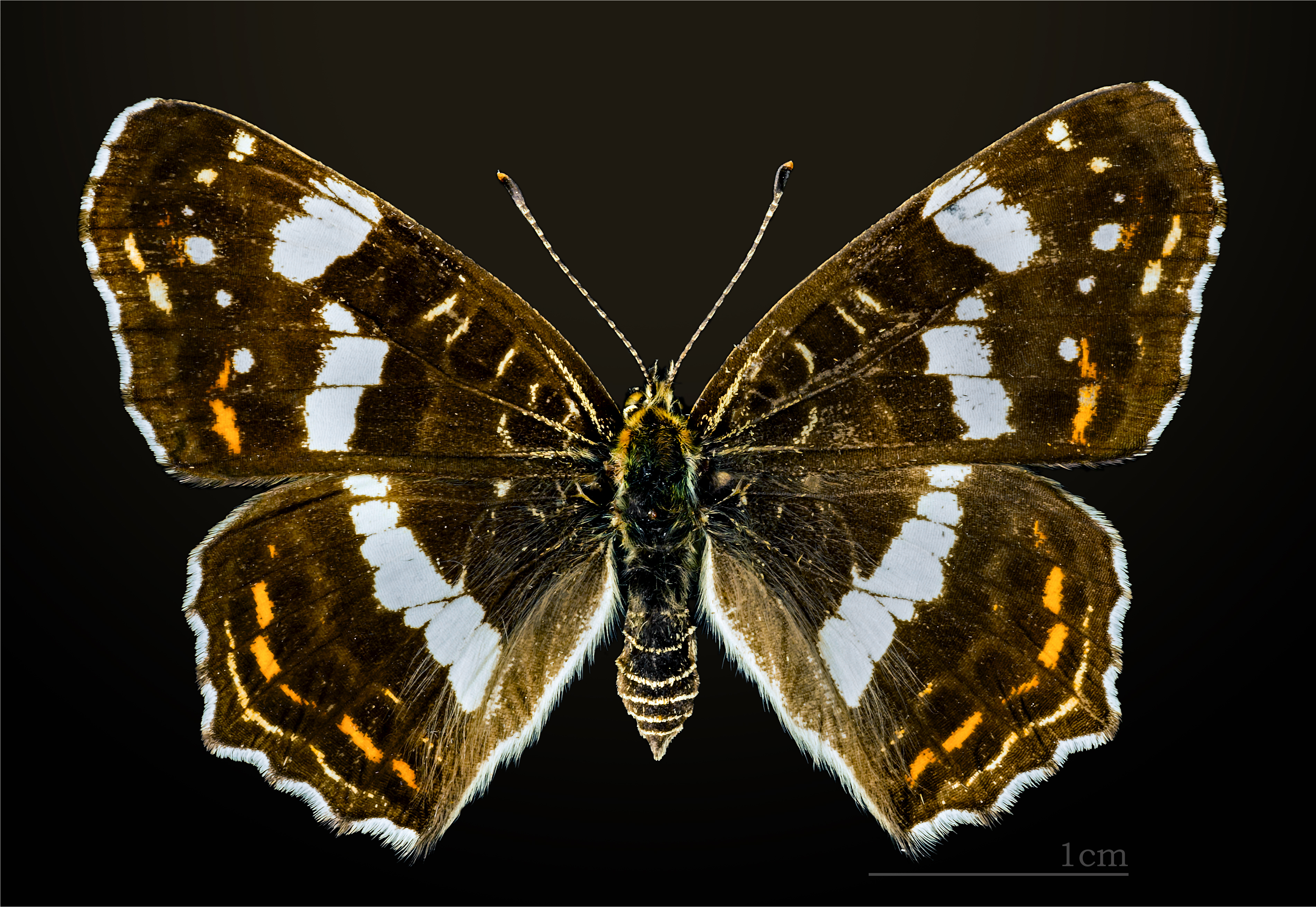
Araschnia levana f.  prorsa
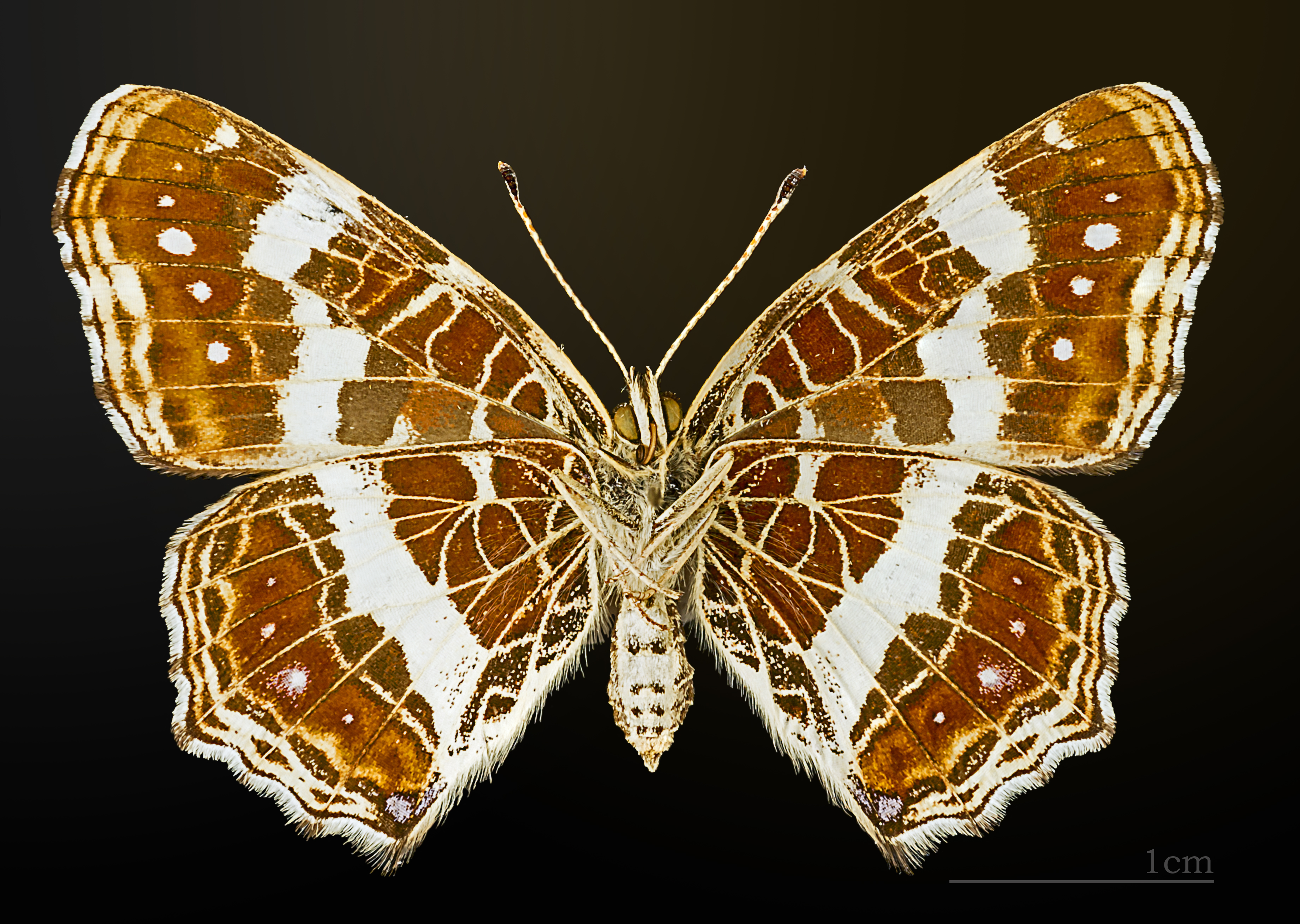
Araschnia levana f. prorsa △

## Distribució
Es distribueix pel centre i est d'Europa fins al Japó, passant pel Caucas, centre d'Àsia, nord-est de la Xina i la península de Corea. A la península Ibèrica es troba en una estreta franja al nord, que va des de les zones muntanyoses de les comarques de Girona i Barcelona, passant pel nord de les de Lleida i Osca, fins a Navarra i el País Basc.
A la península Ibèrica es va citar per primera vegada a la Vall d'Aran el 1962, data a partir de la qual s'ha estès cada cop més pel territori peninsular, fins a arribar a la distribució actual.

## Hàbitat
Està lligada a ambients forestals: freqüenta clarianes de boscos caducifolis i marges arbustius. L'eruga s'alimenta de dues espècies d'ortiga: Urtica dioica i Urtica urens.

## Període de vol i hibernació
Generalment, presenta dues generacions: en la primera, els imagos volen entre maig i juny, i en la segona, entre juliol i agost. En condicions favorables pot haver-hi una tercera generació parcial. Hiberna com a pupa.